# Sigedong (Tretep)
Sigedong is een bestuurslaag in het regentschap Temanggung van de provincie Midden-Java, Indonesië. Sigedong telt 1363 inwoners (volkstelling 2010).